# Фігурний Андрій Васильович
Андрі́й Васи́льович Фігу́рний (нар. 10 червня 1979, с. Надорожна, Тлумацький район, Івано-Франківська область — пом. 24 листопада 2015, смт Старомихайлівка, Мар'їнський район, Донецька область) — український військовик, молодший сержант Збройних сил України. Загинув під час бойових дій в російсько-українській війні. Позивний «Лем».

## Біографія
Андрій Фігурний виріс у багатодітній сім'ї, був наймолодшим з-поміж сімох дітей. Навчався у Надорожнянській загальноосвітній школі І—ІІ ст. Закінчив Львівський технікум електрозв'язку, Державний університет телекомунікацій у Львові й здобув освіту за спеціальністю «технічне обслуговування та ремонт апаратури зв'язку».
З 1998 по 2000 рік проходив строкову службу в армії.
З 2001 року працював в Івано-Франківській філії ПАТ «Укртелеком». Пізніше розпочав підприємницьку діяльність, займався монтажем світлового та звукового обладнання для нічних клубів, концертних виступів, часто супроводжував гастролі різних українських артистів. Мешкав в Івано-Франківську.
Під час Революції Гідності щотижня їздив на Майдан.

## Війна
Коли почалася війна, Андрій нікому з рідних не розповів, що вирушає на передову, — щоб не хвилювалися. 2014 року став на облік в Новомосковському районному військовому комісаріаті (Дніпропетровська область). Коли чоловікові прийшла повістка, він уже був у зоні АТО. Родичі про це дізналися, побачивши Андрія по телевізору. Спочатку воював у батальйоні «Донбас», згодом перейшов до Збройних сил України. Молодший сержант, командир 1-го взводу 6-ї роти 2-го механізованого батальйону 93-ї окремої механізованої бригади.
З 14 січня 2015 року виконував бойові завдання в зоні АТО поблизу Донецька — в селах Водяне, Опитне, Піски, Невельське, Карлівка, Старомихайлівка. Пройшов бої за Донецький аеропорт. Довгий час чергував на 17-тій висоті (позиція «Мурашник» біля злітної смуги ДАП). Бойові товариші згадують Андрія як талановитого військовика та справедливого командира.
24 листопада 2015 року молодший сержант Андрій Фігурний загинув під час проведення розвідки місцевості поблизу селища Старомихайлівка в бою з диверсійно-розвідувальною групою противника. Бій тривав більш як годину. Поки Андрій ще залишався живим, то разом із двома пораненими товаришами (командиром 3-го взводу, та командиром 6-ї роти) давав відсіч сепаратистам, які намагалися взяти їх в полон. Товаришів врятували, а Андрій загинув від численних поранень.
|                                              | Близько 15:30 в р-ні Старомихайлівки (під Донецьком) під час ротації на взводному опорному пункті, бійці 93 ОМБр були обстріляні з мінометів. Три людини вийшли вперед і потрапили під обстріл. Один загинув, двоє поранених. Терористи продовжували обстріл, не даючи можливості забрати поранених. Намагалися взяти їх у полон. Довелося задіяти бронетехніку. Під прикриттям бехи, поранених евакуювали, тіло загиблого забрали. Війна триває. |
| — волонтер Роман Доник, Facebook, 24.11.2015 | |

27—29 листопада 2015 року у Тлумацькому районі оголошено днями жалоби. 28 листопада Андрія поховали в рідному селі Надорожна. У нього залишилася мати, Ганна Іларіонівна Фігурна, брати й сестри, дружина та двоє синів, — восьмирічний Максим, від першої дружини, і однорічний Данилко — від другої.

## Нагородження
Указом Президента України № 9/2016 від 16 січня 2016 року, «за особисту мужність і високий професіоналізм, виявлені у захисті державного суверенітету та територіальної цілісності України, вірність військовій присязі», нагороджений орденом Богдана Хмельницького III ступеня (посмертно).
Нагороджений нагрудним знаком «За оборону Донецького аеропорту» (посмертно).

## Вшанування пам'яті
15 лютого 2016 року на честь Андрія Фігурного відкрили меморіальну дошку і кімнату-музей у Надорожнянському НВК.